# The Reef – Schwimm um dein Leben
The Reef – Schwimm um dein Leben (Originaltitel: The Reef) ist ein australischer Thriller aus dem Jahr 2010. Es ist nach Black Water der zweite Film von Andrew Traucki. Er handelt von einer Gruppe von Freunden, die vor der indonesischen Küste segeln und nach einem Schiffbruch von einem Weißen Hai angegriffen werden.

## Handlung
Luke lädt seinen Freund Matt und dessen Freundin Suzie zu einer Segeltour zu einem Korallenriff ein. Auch Matts Schwester Kate (Lukes Exfreundin) und der Segler Warren gehen an Bord. Am zweiten Reisetag läuft die Yacht auf ein Riff, verliert den Kiel und kentert. Sie treibt mit schwer beschädigtem Rumpf kieloben.
Luke beschließt, zur nächstgelegenen Insel (Turtle Island) zu schwimmen. Während die anderen auf dem Rumpf des Schiffes sitzen, aktiviert Warren den Notsender, aber Luke erklärt ihm, dass der Sender veraltet ist und das Notsignal nur von Flugzeugen aufgefangen werden kann, sie sich aber abseits der Flugrouten befinden. Als Luke vorschlägt, dass die anderen mit ihm zusammen zur schätzungsweise 12 Meilen entfernten Insel schwimmen sollen, weist Warren darauf hin, dass es in diesem Gebiet Haie gibt. Kate, Suzie und Matt folgen Luke ins Wasser und schwimmen auf die Insel zu. Warren bleibt auf dem Wrack zurück.
Sie finden den Torso einer Wasserschildkröte, deren Kopf von einem Hai abgebissen wurde. Vom Rumpf der Yacht aus entdeckt Warren einen großen Weißen Hai, der das Schiff umkreist. Kurz darauf wird die Gruppe der Schwimmer von dem Hai attackiert. Er schwimmt auf sie zu, berührt aber nur Kate, bevor er verschwindet. Die Schwimmer stehen unter Schock. Kate hat ihre Schwimmhilfe verloren. Als Matt die Schwimmhilfe holen will, greift ihn der Hai an und beißt ihm ein Bein ab. Die anderen versuchen, ihm zu helfen, aber er verblutet in wenigen Minuten. Nach Einbruch der Finsternis werden Luke, Kate und Suzie erneut von etwas Unbekanntem angegriffen, jedoch ohne Folgen. Suzie wirft Luke vor, dass er sie überredet hat, das schützende Wrack zu verlassen.
Am Morgen ist die Gruppe in einen Bereich des Riffs getrieben, in dem das Wasser so flach ist, dass sie stehen und ausruhen können. In der Ferne sehen sie eine große Felsformation und schwimmen darauf zu. Plötzlich taucht eine Flosse auf, die die drei zuerst erschreckt, sich dann jedoch als die eines Delfins herausstellt, worüber sie lachen. Als dann wieder eine Flosse auftaucht, vermuten sie wieder den Delfin, doch taucht plötzlich ein Hai auf und greift sie an und tötet Suzie. Luke und Kate erreichen nach einer kurzen Rast in flachem Wasser, wo sie sich ewige Liebe schwören, die Felsformation. Luke hilft Kate auf den Felsen. Bevor er ihr durch Kates Hilfe folgen kann, reißt ihn der Hai in die Tiefe.
Der geschriebene Epilog berichtet, dass Kate am folgenden Tag von einem Fischerboot gerettet wird. Die Suche nach Warren und dem Wrack bleibt erfolglos.

## Kritik
„Vorhersehbarer Tierhorrorfilm ohne rechtes Timing, der ganz auf die Attacken der tierischen Hauptfigur setzt.“

## Fortsetzung
Im Jahr 2022 erschien mit The Reef: Stalked eine Fortsetzung zum Film, bei der Andrew Traucki erneut für die Regie und das Drehbuch verantwortlich war.